# بلن د آنداکیس
بلن د آنداکیس (انگلیسی: Belén de Andaquies) نام شهری در کشور کلمبیا است.